# László Márton

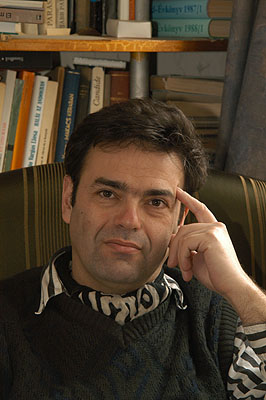
László Márton 2005

László Márton (geboren 23. April 1959 in Budapest) ist ein ungarischer Schriftsteller und  Literaturübersetzer aus dem Deutschen. Márton schreibt auch in deutscher Sprache.

## Leben
Márton studierte an der Loránd-Eötvös-Universität in Budapest Germanistik, Ungarische Literatur und Soziologie. Von 1983 bis 1990 arbeitete er als Verlagslektor beim „Helikon Verlag“. Im Jahr 1983 begann er eigene Arbeiten zu veröffentlichen, sowohl Erzählungen und Romane als auch Theaterstücke.
Als Übersetzer hat er Werke von
Martin Luther; Andreas Gryphius; Volker Braun; Johann Wolfgang von Goethe (Faust I); Günter Grass (Das Treffen in Telgte); Jakob Grimm; August Jacob Liebeskind; Novalis ( Heinrich von Ofterdingen ) ins Ungarische übersetzt.
Die Übersetzung von Kleists Michael Kohlhaas war für ihn auch die Inspiration für den Roman über den Kampf des Jacob Wunschwitz gegen die Willkür der Obrigkeit im Städtchen Guben in der Niederlausitz zu Beginn des 17. Jahrhunderts.

## Preise und Auszeichnungen
- László Márton erhielt 1991 den Tibor-Déry-Preis, 1997 den Attila-József-Preis und 2007 den Sándor-Márai-Preis.
- Im Sommer 2010 hatte er die „Siegfried-Unseld-Professur“ an der Humboldt-Universität zu Berlin inne.
- 2017: Friedrich-Gundolf-Preis für die Vermittlung deutscher Kultur im Ausland.

## Werke (in deutscher Sprache)
- Die wahre Geschichte des Jacob Wunschwitz. Aus dem Ungarischen von Hans-Henning Paetzke. Zsolnay, Wien 1999, ISBN 3-552-04933-9.
- Die schattige Hauptstraße. Aus dem Ungarischen von Agnes Relle. Zsolnay, Wien 2003, ISBN 3-552-05221-6.
- Im österreichischen Orient. Eine Erzählung aus dem Innviertel. Edition Thanhäuser, Ottensheim an der Donau 2005, ISBN 3-900986-62-2 (in deutscher Sprache verfasst).
- Das Versteck der Minerva Aus dem Ungarischen von Eva Zádor und Wilhelm Droste. Folio, Wien, Bozen 2008, ISBN 978-3-85256-445-6.
- mit Yoko Tawada: Sonderzeichen Europa. Zeichnungen und Holzschnitte von Christian Thanhäuser, Edition Thanhäuser, Ottensheim an der Donau 2009, ISBN 978-3-900986-68-1.
- Die Überwindlichen. Auf Deutsch verfasst. Holzschnitte von Christian Thanhäuser, Edition Thanhäuser, Ottensheim an der Donau  2018, ISBN 978-3-900986-92-6.